# 鄭根宇
鄭 根宇（チョン・グヌ、정근우、1982年10月2日 - ）は、韓国釜山広域市出身の元プロ野球選手（内野手）。
2008年北京オリンピック 野球 金メダリスト。

## 経歴

### SK時代
高麗大学校卒業後、2005年にSKワイバーンズに入団、1年目は打率.193と低迷。
2006年に120試合に出場、45盗塁を記録。二塁でのゴールデングラブ賞を受賞し、セカンドのレギュラーに定着。
オフの11月から12月に開催されたドーハアジア競技大会の野球韓国代表に選出され、プロ入り後初めて韓国代表に選出された。これらの活躍により、主に1番打者として起用された。
2007年、2008年ともに3割をマークし、野手としてSKの韓国シリーズ2連覇に貢献した。
2008年の北京オリンピック野球韓国代表としては予選リーグのカナダ戦でマイク・ジョンソンから決勝本塁打を打ち、準決勝の日本戦では7回裏3四球で勝負を避けられていた李大浩の代走として出場し、李晋暎のタイムリーヒットで1塁から快足を飛ばして一気に同点のホームを踏むなどの活躍。五輪での成績は打率.310・1本塁打・5得点だった。
2009年のシーズン開幕前の3月に開催された第2回ワールド・ベースボール・クラシック(WBC)の韓国代表に選出された。同大会では二塁手として起用されたが、守備に難があるため、守備力のある高永民との併用だった。10回ウラ2死で打順が回り三振を喫したため、優勝した瞬間を報道されるたびに彼が三振している姿が確認できる。
シーズンでは、自身初の53盗塁を記録。自己最高の成績を残し、1番打者として安定した活躍を見せた。12月11日には二塁手部門で3年ぶり2度目のゴールデングラブ賞を受賞。
2010年は、日替わりでスタメンを変えるSKの下、彼は例外的に1番セカンドで固定された。シーズン終了後、2010年アジア競技大会に代表選手として出場。パキスタン戦は、体調不良のため欠場したが、それ以外の試合では2番セカンドで出場。チーム最多の4得点を挙げ、打率.563と攻守に渡ってチームの優勝に貢献。
2011年は夏場に脇腹痛で約2か月間戦線を離脱し、2005年以来6年ぶりに出場試合数が100を切ってしまった。
2012年は6年ぶりに打率が3割を切ったが2年ぶりに規定打席に達し、ポストシーズン・プレーオフではMVPを受賞する活躍を見せた。
2013年の第3回WBC韓国代表でも、前大会同様セカンドとして適用されたが、台湾戦での走塁死がたたり、1次ラウンドで敗退となってしまった。

### 韓華時代
同年11月、初のFA権を行使し、ハンファ・イーグルスへ4年契約で移籍した。
2015年オフの10月10日に第1回WBSCプレミア12の韓国代表選手28名に選出された。
同大会では11月19日の日本との準決勝9回表に則本昂大からこの試合韓国初得点となるタイムリーヒットを打ち、4-3の逆転勝利へののろしを上げ、優勝に貢献した。

### LG時代
2019年11月20日に余剰戦力を対象とした2次ドラフトでLGツインズから指名され、2020年よりLGに移籍した。
同年は72試合に出場、シーズン終了後の11月10日に現役引退を表明した。

## プレースタイル・人物
上背はないが身体能力が高く、走攻守ともに積極的で思い切りの良さが特徴の選手。
打撃面は甘い球は見逃さない反面、来た球に対応するスタイルのせいか緩急を駆使する投球をやや苦手としている。明らかなボール球もバットが出てしまうことが打撃面での短所だが、四球は比較的多め。ただ、韓国では少ないファウルで粘れる選手のため、三振は少ない。
ランナーとしては、余裕があると判断すれば迷うことなく次の塁を狙い、打ち損じでも自慢の足で内野安打になることも少なくない。比較的走塁面は、積極的な結果は良好で、毎年多くの得点を残している。一方、盗塁数に対して盗塁の成功率が低い。盗塁面は走塁面と比べるとそれほど高い評価を受けてはいない。
守備での特徴は、肩の強さは標準程度だが失策が多く、捕球・スローイングとも不安定。俊足で、打球に追い付くが動作や判断を中心に課題を残す。平凡なゴロやイージーフライを後逸・落球することもたびたび発生したが、年齢とともに克服していった。

## 詳細情報

### 年度別打撃成績
| 年 度     | 球 団     | 試 合 | 打 席 | 打 数 | 得 点 | 安 打 | 二 塁 打 | 三 塁 打 | 本 塁 打 | 塁 打 | 打 点 | 盗 塁 | 盗 塁 死 | 犠 打 | 犠 飛 | 四 球 | 敬 遠 | 死 球 | 三 振 | 併 殺 打 | 打 率 | 出 塁 率 | 長 打 率 | O P S |
| --------- | --------- | ----- | ----- | ----- | ----- | ----- | -------- | -------- | -------- | ----- | ----- | ----- | -------- | ----- | ----- | ----- | ----- | ----- | ----- | -------- | ----- | -------- | -------- | ----- |
| 2005      | SK        | 52    | 106   | 88    | 11    | 17    | 2        | 0        | 0        | 19    | 5     | 4     | 2        | 8     | 2     | 4     | 0     | 4     | 13    | 3        | .193  | .255     | .216     | .471  |
| 2006      | SK        | 120   | 487   | 430   | 69    | 122   | 19       | 4        | 8        | 173   | 42    | 45    | 10       | 13    | 4     | 36    | 1     | 4     | 60    | 3        | .284  | .342     | .402     | .744  |
| 2007      | SK        | 111   | 391   | 341   | 62    | 110   | 24       | 2        | 9        | 165   | 44    | 24    | 10       | 9     | 0     | 35    | 0     | 6     | 44    | 6        | .323  | .395     | .484     | .879  |
| 2008      | SK        | 124   | 550   | 491   | 73    | 154   | 20       | 4        | 8        | 206   | 58    | 40    | 20       | 6     | 4     | 46    | 1     | 3     | 53    | 9        | .314  | .373     | .420     | .793  |
| 2009      | SK        | 127   | 565   | 480   | 98    | 168   | 29       | 4        | 9        | 232   | 59    | 53    | 13       | 2     | 5     | 67    | 1     | 11    | 55    | 8        | .350  | .437     | .483     | .920  |
| 2010      | SK        | 128   | 563   | 485   | 75    | 148   | 25       | 2        | 2        | 183   | 48    | 33    | 13       | 22    | 1     | 47    | 5     | 8     | 51    | 9        | .305  | .375     | .377     | .752  |
| 2011      | SK        | 90    | 385   | 326   | 60    | 100   | 19       | 0        | 6        | 137   | 40    | 20    | 9        | 15    | 2     | 38    | 2     | 4     | 37    | 10       | .307  | .384     | .420     | .804  |
| 2012      | SK        | 127   | 534   | 467   | 53    | 124   | 13       | 4        | 8        | 169   | 46    | 22    | 12       | 12    | 2     | 47    | 3     | 6     | 33    | 10       | .266  | .339     | .362     | .701  |
| 2013      | SK        | 112   | 476   | 407   | 64    | 114   | 19       | 3        | 9        | 166   | 35    | 28    | 11       | 11    | 1     | 50    | 6     | 7     | 48    | 6        | .280  | .368     | .408     | .776  |
| 2014      | ハンファ  | 125   | 549   | 464   | 91    | 137   | 28       | 5        | 6        | 193   | 43    | 32    | 3        | 7     | 3     | 65    | 0     | 10    | 56    | 11       | .295  | .391     | .416     | .807  |
| 2015      | ハンファ  | 126   | 552   | 468   | 99    | 148   | 30       | 2        | 12       | 218   | 66    | 21    | 6        | 13    | 2     | 61    | 1     | 8     | 66    | 14       | .316  | .403     | .466     | .869  |
| 2016      | ハンファ  | 138   | 650   | 575   | 121   | 178   | 31       | 2        | 18       | 267   | 88    | 22    | 6        | 1     | 5     | 60    | 2     | 9     | 58    | 14       | .310  | .381     | .464     | .845  |
| 2017      | ハンファ  | 105   | 442   | 391   | 73    | 129   | 22       | 0        | 11       | 184   | 46    | 6     | 6        | 5     | 3     | 32    | 3     | 10    | 48    | 12       | .330  | .392     | .471     | .863  |
| 2018      | ハンファ  | 102   | 425   | 375   | 63    | 114   | 24       | 1        | 11       | 173   | 57    | 6     | 5        | 1     | 3     | 39    | 1     | 7     | 43    | 12       | .304  | .377     | .461     | .838  |
| 2019      | ハンファ  | 88    | 305   | 277   | 37    | 77    | 10       | 1        | 3        | 98    | 30    | 8     | 5        | 3     | 1     | 20    | 1     | 4     | 43    | 11       | .278  | .334     | .354     | .688  |
| 2020      | LG        | 72    | 177   | 154   | 23    | 37    | 4        | 0        | 1        | 44    | 14    | 7     | 2        | 3     | 1     | 17    | 1     | 2     | 23    | 4        | .240  | .322     | .286     | .608  |
| KBO：16年 | KBO：16年 | 1747  | 7157  | 6219  | 1072  | 1877  | 319      | 34       | 121      | 2627  | 721   | 371   | 133      | 131   | 39    | 664   | 28    | 103   | 731   | 142      | .302  | .376     | .422     | .798  |

- 太字はリーグ最高

### 獲得タイトル
KBO
- ゴールデングラブ賞：3回　二塁手（2006、2009、2013)

### 記録
- 連続シーズン20盗塁以上：11年（2006年 - 2016年） ※KBO記録[3]

### 背番号
- 8（2005年 - 2020年)

### 代表歴
- 2008年北京オリンピックの野球競技・韓国代表
- 2009 ワールド・ベースボール・クラシック韓国代表
- 2013 ワールド・ベースボール・クラシック韓国代表
- 2015 WBSCプレミア12 韓国代表